# Napalm Records
Napalm Records ist ein österreichisches Musiklabel mit Sitz in Eisenerz und Niederlassungen in Berlin und New York. Es wurde 1992 von Markus Riedler gegründet. Die Bands, die das Label vertritt, gehören hauptsächlich dem Metal-Bereich an.

## Unternehmensgeschichte

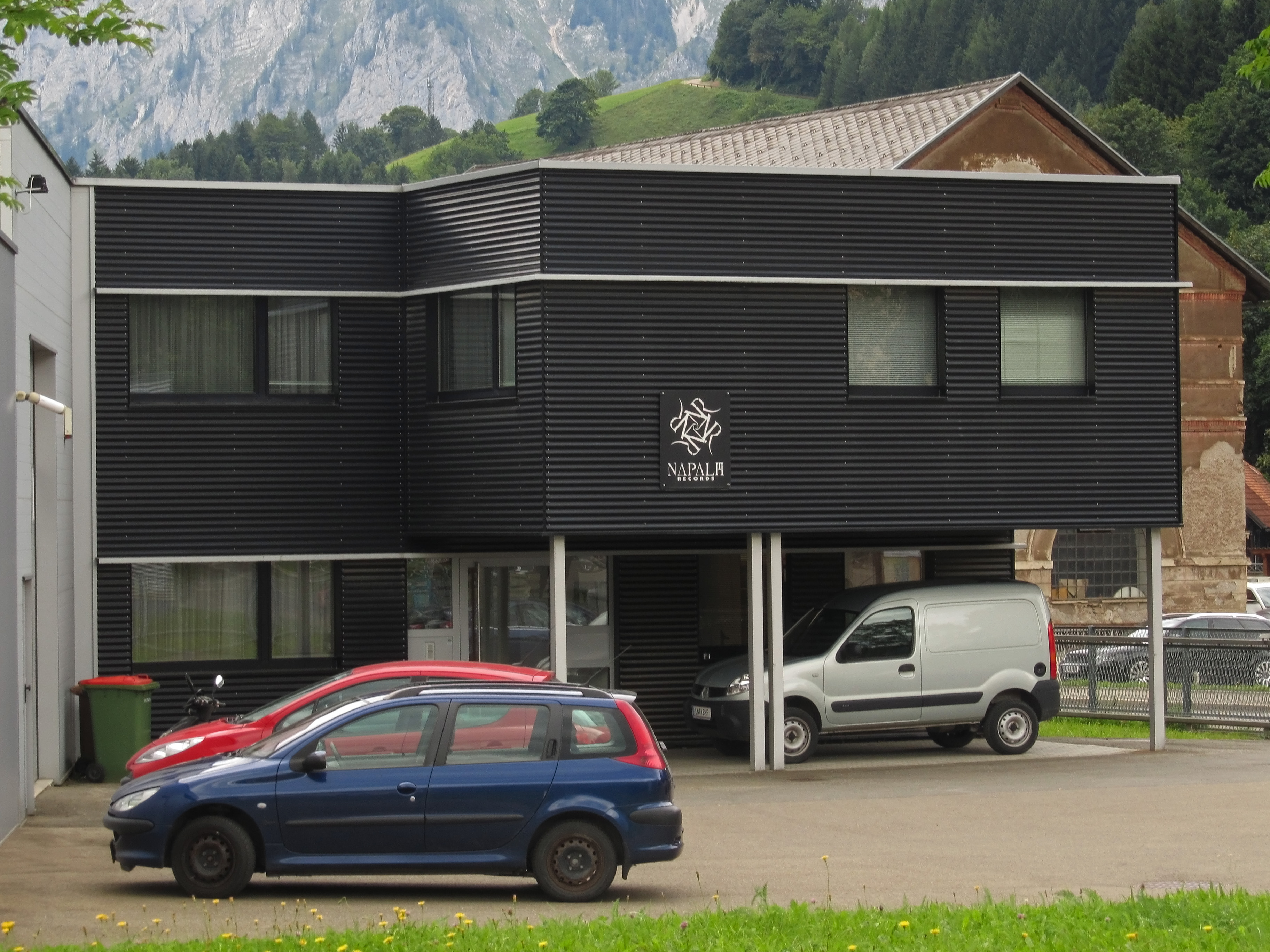
Firmensitz von Napalm Records in Eisenerz

In der Anfangszeit veröffentlichte Napalm Records Bands aus dem Black-Metal-Umfeld wie vor allem Abigor und Summoning, aber auch Nåstrond und Ildjarn. Nach dem Album Satanized und dem Ende des bestehenden Vertrags trennte sich Abigor von Napalm Records und wechselte zu End All Life Productions.
Im Lauf der Jahre erweiterte sich das Portfolio auf Gothic-, Folk-, Viking- und Symphonic Metal. Das Wachstum des Labels und dessen Wechsel zu solchen Bands war auch der Grund für Nåstrond, das Label zu verlassen:

“This was probably the reason why it was impossible to continue with Napalm Records, as our ambition was never to be part of a major commercial conduct, which prevents individual developments. I have not followed their later forms.”

„Dies war wahrscheinlich der Grund, wieso es unmöglich war, bei Napalm Records weiterzumachen, da unser Ehrgeiz nie darin lag, Teil einer kommerziellen Macht zu sein, welche unabhängige Entwicklungen behindert. Ich bin ihrer späteren Gestalt nicht gefolgt.“

Im Dezember 2020 übernahm Napalm Records das deutsche Rock- und Metallabel SPV.

## Kritik
2007 erschien ein Artikel des Rock-Hard-Magazins, der sich mit dem National Socialist Black Metal befasste. Da das Label in seinem Webshop neben unpolitischen Bands auch offen rechtsextreme führte, fragte das Magazin bei ihm nach; Markus Riedler, Inhaber von Napalm Records, bezeichnete die Fragen als „Frechheit“ und „Rufmord“; er lasse alle Produkte prüfen und habe auch einige abgelehnt; der Webshop werde von einem „echten Metal-Fachmann“ betreut. Gruppen wie Nokturnal Mortum, Infernum, Graveland, Totenburg und Ad Hominem wurden auch zum Redaktionsschluss noch über den Webshop des Labels verkauft, und der Betreuer des Mailorders, Karl Kern, scheint die Querverbindungen innerhalb des rechtsextremen Flügels zu kennen. Die genannten Bands sind im Jahr 2014 nicht in dem Webshop zu finden.

## Bands
Zahlreiche Bands und Musiker stehen oder standen bei Napalm Records unter Vertrag.

### Aktuelle Bands
- (0)
- 1914
- Adept
- Ad Infinitum
- Aephanemer
- Æther Realm
- Agathodaimon
- Ahab
- Alestorm
- Alien Weaponry
- Alter Bridge
- Amberian Dawn
- Andrew W.K.
- Angus McSix[7]
- Arkona
- Audrey Horne
- Be’Lakor
- Black Mirrors
- Bloodbath[8]
- Bodom After Midnight
- Bomber[9]
- BPMD
- The Brew
- Brymir[10]
- Burning Witches[11]
- Candlemass
- Charlotte Wessels
- Civil War
- Coal Chamber
- Cobra Spell
- Cold
- Conan
- Cradle of Filth
- Crimson Shadows
- Crypta
- The Dark Side of the Moon[12]
- Darkwoods My Betrothed[13]
- Dawn of Disease
- Defacing God
- Delain
- Destruction
- DevilDriver
- Diabulus in Musica
- Dieth[14]
- Dominum[15]
- Draconian
- Dragonforce[16]
- Dropout Kings
- Dust Bolt
- Ektomorf
- Elvellon
- End of Green
- Esche
- Evergrey[17]
- Evile
- Evil Invaders
- Exit Eden
- Exodus[18]
- Feuerschwanz
- Finsterforst
- Frozen Crown[19]
- John Garcia
- Gloryhammer
- Glowsun
- God Is an Astronaut
- Haellas
- Heidevolk
- The Hellfreaks
- Hinayana
- Hiraes
- Marc Hudson[20]
- Imperium Dekadenz
- Infected Rain
- Jinjer
- Kamelot
- Katatonia[21]
- Myles Kennedy
- Kissin’ Dynamite
- Knasterbart
- Knife[22]
- Kontrust
- Konvent
- Die Kreatur
- League of Distortion[23]
- Legion of the Damned
- Livlos
- Lord of the Lost
- Majesty
- Månegarm
- Me and That Man
- Megaherz
- Midnattsol
- Monkey3
- Monster Magnet
- Moonspell
- Motanka
- Mushroomhead
- My Sleeping Karma
- Nachtblut
- Nanowar of Steel
- Nervosa
- Nestor[24]
- The New Roses
- Nytt Land
- Oh Hiroshima
- Oomph!
- Paddy and the Rats
- Patriarkh
- Persefone[25]
- Phantasma
- Plaguemace[26]
- Powerwolf
- Rage of Light
- Roadwolf[27]
- Rumahoy
- Ryoji Shinomoto
- Ryujin
- Samael
- Satyricon
- Schandmaul[28]
- Self Deception[29]
- Serenity
- Serum 114
- Setyøursails
- Sevendust[30]
- Shylmagoghnar
- Shining[31]
- Sirenia
- Skálmöld
- Skyblood
- Sleeping Romance
- Dee Snider
- Space of Variations
- Stälker
- Scott Stapp
- Stoned Jesus
- Stormruler
- Subway to Sally
- Suldusk
- Summoning
- Sumo Cyco
- Takida[32]
- Temperance
- Tetrarch
- Therion[33]
- Thulcandra
- Tiamat
- Tortuga[34]
- Toxpack
- Tragedy[35]
- Tremonti
- Tristania
- Trollfest
- The Unguided
- The Night Flight Orchestra
- Unantastbar
- Unleashed
- Unleash the Archers
- Untamed Land[36]
- Van Canto
- Varg
- Vexed
- Victorius
- Villagers of Ioannia City
- The Vintage Caravan
- Vintersorg
- Visions of Atlantis
- Vista Chino
- Vulvarine
- W.A.S.P.
- Warbringer
- Warfect
- Warkings
- Wednesday 13
- Alissa White-Gluz
- Wind Rose
- Wizardthrone
- Wolftooth[37]
- Xandria
- Ye Banished Privateers
- Year of the Goat

### Ehemalige Bands
- The 11th Hour
- 9MM
- 8kids
- Abigor
- Alunah
- American Head Charge
- The Agonist
- The Answer
- Artas
- Ásmegin
- Atoma
- Atrocity
- Audiotopsy
- Battlelore
- Belmez
- Belphegor
- Beyond All Recognition
- Beyond the Black
- Bloody Hammers
- Bokassa
- Bornholm
- Brant Bjork
- Catastrophic
- Cavalera Conspiracy
- Chaosweaver
- Crimfall
- Cvlt ov the Svn
- Dargaard
- Dark Sarah
- Dagoba
- Deadlock
- Death Dealer Union
- Diabolicum
- Diemonds
- Dignity
- Dragony
- Drescher
- Dust Bolt
- Earth Ship
- Edenbridge
- Einherjer
- Elis
- Enthroned
- Ex Deo
- F.K.Ü.
- Fairyland
- Falkenbach
- Fejd
- Finsterforst
- Fission
- The Flight of Sleipnir
- Gigan
- Glittertind
- Gormathon
- Grave Digger
- The Graviators
- Greenleaf
- Guano Apes
- HammerFall
- Hammer Fight
- Hammer King
- Hate
- Hatesphere
- Heavatar
- Hellsaw
- Hoobastank
- Hollenthon
- Honeymoon Desease
- Huntress
- Hurtlocker
- Ice Ages
- Ildjarn
- Intense
- Iron Fire
- Isole
- Jackson Firebird
- Jaldaboath
- Jungle Rot
- Kampfar
- The Kandidate
- Kanzler & Söhne
- Karma to Burn
- Katra
- Kobra and the Lotus
- Korpiklaani
- Liv Kristine
- Lacrimas Profundere
- Leaves’ Eyes
- Life of Agony
- Livløs
- Lonely Kamel
- Lonewolf
- Lunatica
- Malignant Eternal
- Mammoth Mammoth
- Mammoth Storm
- Marianas Rest
- Mehida
- Midnattsol
- The Midnight Ghost Train
- Mind Odyssey
- The Modern Age Slavery
- Mortemia
- Mortillery
- Naio Ssaion
- Nåstrond
- Necronomicon
- Nemesea
- Nox Aurea
- The Order of Israfel
- Otep
- Otyg
- Paragon
- Pet the Preacher
- Phantasma
- Power Quest
- Product of Hate
- Rêverie
- Revolution Renaissance
- Russkaja
- Saltatio Mortis
- Scar of the Sun
- Schelmish
- Setherial
- Seven Kingdoms
- Seventh Void
- Shadowgarden
- Siegfried
- Silent Skies
- Sinamore
- Sojourner
- Sons of Seasons
- The Sorrow
- Steak
- Stream of Passion
- Striker
- Stuck Mojo
- Suns of Thyme
- Svartahrid
- Svartsot
- Svölk
- Syrach
- Tengger Cavalry
- There’s a Light
- Thirdmoon
- Thy Antichrist
- Trail of Tears
- Troll
- Týr
- The Ugly Kings
- Unpure
- Valient Thorr
- Venomous Maximus
- Die verbannten Kinder Evas
- Vesania
- Visceral Evisceration
- Walls of Jericho
- Wig Wam
- Wolfheart
- Wolfpack Unleashed
- Zodiac
- Zombie Motors Wrecking Yard